# ابیرا، هوکیدو
ابیرا، هوکیدو (به لاتین: Abira, Hokkaido) یک سکونتگاه مسکونی در ژاپن با جمعیت ۹٬۱۶۷ نفر است که در Iburi Subprefecture واقع شده‌است.